# Бут, Джордж, 2-й граф Уоррингтон
Джордж Бут, 2-й граф Уоррингтон (англ. George Booth, 2nd Earl of Warrington; 2 мая 1675 — 2 августа 1758) — английский пэр и землевладелец, накопивший большую коллекцию серебра.

## Биография
Родился в Мер-Холле, графство Чешир, 2 мая 1675 года . Второй сын Генри Бута, 1-го графа Уоррингтона (1652—1694), от Мэри Лэнгэм (1652—1690), дочери сэра Джеймса Лэнгэма, 2-го баронета из Коттсбрука (1620—1699). Он носил титул учтивости — лорд Деламер, прежде чем унаследовать семейные титулы после смерти своего отца в 1694 году.
Помимо того, что он был известным коллекционером серебряных тарелок, он получил назначение лордом-лейтенантом Чешира, еще одним дворянином, назначенным для выполнения этих обязанностей в период его несовершеннолетия.
В 1739 году он написал «Соображения об институте брака» с некоторыми соображениями относительно силы и обязательности брачного контракта, в котором рассматривается, в какой степени джентльмен может разрешать или не разрешать разводы. Смиренно подчиняюсь суду беспристрастного". Это аргумент в пользу развода по причине несовместимости характеров. Из других источников мы узнаем, что в целесообразности признать это достаточным основанием он убедился на собственном несчастном опыте. Латтрелл утверждает, что состояние дамы составляло 40 000 фунтов стерлингов, а Филип Блисс в рукописной заметке в экземпляре « Королевских и благородных авторов» Уолпола, который сейчас находится в Британском музее, добавляет:
Через несколько лет после того, как миледи отдала все свое состояние на оплату долгов милорда, они поссорились и жили в одном доме как совершенно чужие друг другу ни в постели, ни в кладовой.
Нелестное описание графа и его дамы содержится в письме миссис Брэдшоу, напечатанном в «Письмах к Генриетте, графине Саффолк и от нее» (1824 г.), то есть 97:
Нас встретили граф и графиня Уоррингтон, что, на мой взгляд, совершенно испортило пир; она — гибкая грязная дура, а он — самое жесткое из всех жестких существ.
Помимо своей брошюры о разводе, граф был автором письма автору «Современного состояния Республики литературы», оправдывая своего отца в размышлениях против него в « Истории своего времени» Бёрнета.

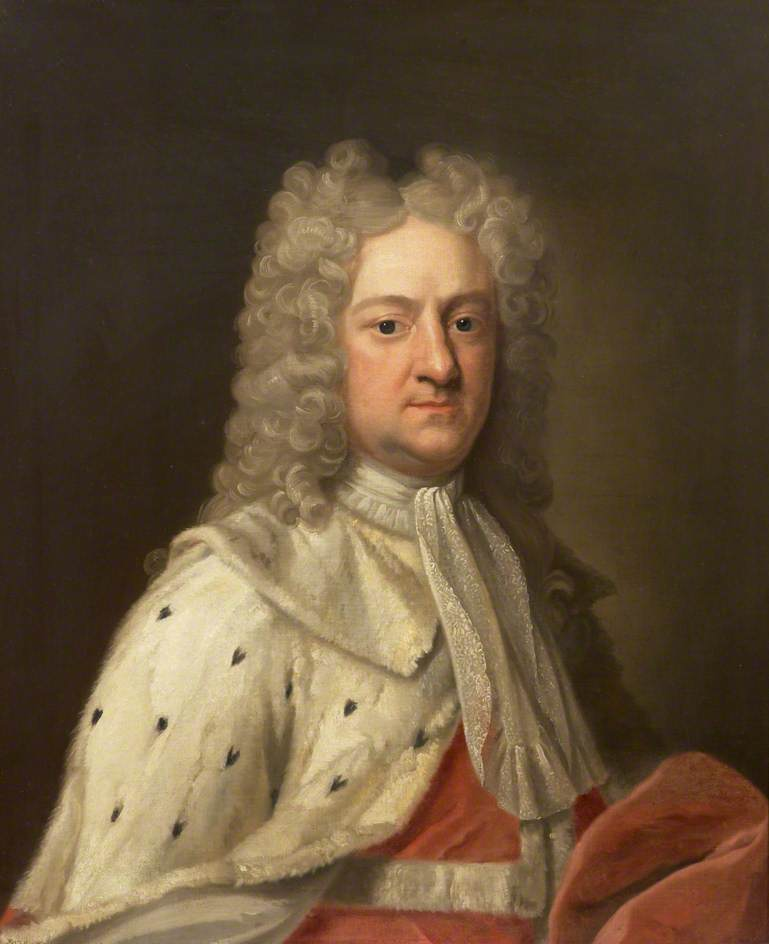
Джордж Бут, 2-й граф Уоррингтон

Джордж Бут, 2-й граф Уоррингтон, скончался 2 августа 1758 года и был похоронен в часовне Бут, семейном склепе, в Боудонской церкви, в 3 милях (4,8 км) от Данэм-Мэсси-холла.

## Семья
9 апреля 1702 года лорд Уоррингтон женился на Мэри Олдбери, дочери сэра Джона Олдбери, городского купца из Сент-Данстана-на-Иста, и Мэри Богун. Мэри, графиня Уоррингтон, умерла 3 апреля 1740 года, родив единственного ребенка, дочь и наследницу леди Мэри Бут, вышедшую замуж в 1736 году за Генри Грея, 4-го графа Стэмфорда (1715—1768), унаследовавшего поместья в Чешире и Ланкашире . После его смерти графство Уоррингтон вымерло, в то время как другие семейные титулы барона Деламера и титул баронета, созданный в 1611 году, перешли к его кузену Натаниэлю Буту (1709—1770).
Их единственная дочь, леди Мэри Бут (1704 — 10 декабря 1772), стала графиней Стэмфорд после замужества за Генри Греем , 4-м графом Стэмфордом, и она унаследовала все поместья Бутов, включая Данэм Мэсси Холл и Стейли Холл. Их сын, Джордж Грей, 5-й граф Стэмфорд (1737—1819), получил в 1796 году восстановленный титул графа Уоррингтона в дополнение к титулу Стэмфорд, семья была известна как графы Стэмфорд и Уоррингтон (до смерти в 1905 году вдовствующей графини Кэтрин, вдовы Джорджа Грея, 7-го графа Стэмфорда).